# Wedoro (Pandaan)
Wedoro is een bestuurslaag in het regentschap Pasuruan van de provincie Oost-Java, Indonesië. Wedoro telt 3710 inwoners (volkstelling 2010).